# Aiguille du Pissoir
Aiguille du Pissoir är en bergstopp i Schweiz. Den ligger i distriktet Martigny och kantonen Valais, i den sydvästra delen av landet, 110 km söder om huvudstaden Bern. Toppen på Aiguille du Pissoir är 3 439 meter över havet.